# Whitey Esneault
Ernest „Whitey“ Esneault (* 13. September 1891; † 20. Januar 1968 in New Orleans) war ein US-amerikanischer Boxtrainer und -manager. 

## Leben
Esneault diente in der Navy und war ein 1.-Weltkrieg-Veteran. 1954 verlor er sein linkes Bein in Folge einer Diabeteserkrankung.
Fast ein halbes Jahrhundert lang war Esneault am St. Mary’s Italian Gym im French Quarter in New Orleans tätig. Er trainierte unter anderem Freddie Little, Ralph Dupas, Willie Pastrano, Bernard Docusen, Maxie Docusen, Tony Licata, Ralph Chong und Keith Hamilton. Esneault gehörte, obwohl er nur ein Bein hatte, sowohl zu den besten Trainern als auch zu den besten Managern der damaligen Zeit. 2016 wurde er als Trainer in die International Boxing Hall of Fame aufgenommen.
Im Jahr 1968 starb Esneault im Alter von 76 Jahren an einer Lungenentzündung. Er wurde auf dem St. Roch No. 2 Cemetery in New Orleans begraben.